# (570) Cythère

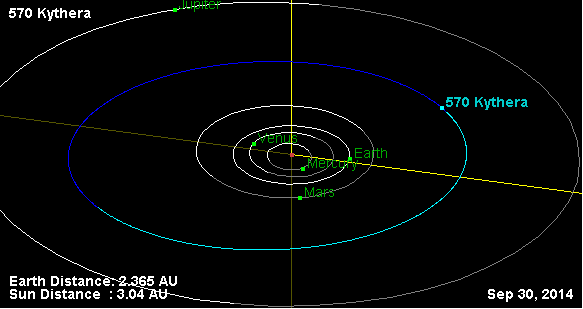

(570) Cythère est un astéroïde de la ceinture principale découvert par Max Wolf le 30 juillet 1905.
Il a été ainsi baptisé en référence à l'île grecque de Cythère.